# USS Thach (FFG-43)
«Тач» (англ. USS Thach (FFG-43) — американський військовий корабель, фрегат керованої ракетної зброї типу «Олівер Газард Перрі», що перебував на службі ВМС США у 1984—2013 роках.

## Історія створення
«Тач» закладений 6 березня 1981 року на верфі компанії Todd Pacific Shipyards у Сан-Педро, в штаті Каліфорнія. Спущений на воду 18 грудня 1982 року, а 17 березня 1984 року увійшов до складу ВМС Сполучених Штатів. 

## Історія служби
У 1986 році корабель, який входив до складу 21-ї ескадри міноносців, відправився в західну частину Тихого океану в складі бойової групи лінкорів під керівництвом «Нью-Джерсі».
«Тач» був командним кораблем операції «Німбл Арчер», атаки ВМС США 19 жовтня 1987 року на дві іранські нафтові платформи в Перській затоці. Атака стала відповіддю на ракетний обстріл Ірану трьома днями раніше по «Сі Айсл Сіті», який був уражений протикорабельною ракетою китайського виробництва HY-2, коли перебував на якірній стоянці поблизу нафтового термінала столиці Кувейту. Це сталося під час операції «Ернест Вілл», спрямованої на захист кувейтського судноплавства під час ірано-іракської війни.
Виведений зі складу флоту 15 листопада 2013 року.
14 липня 2016 року затоплений під час навчань RIMPAC.